# Adnan Zahirović
Pour les articles homonymes, voir Zahirović.
Adnan Zahirović, né le 23 mars 1990 à Banja Luka, est un footballeur bosnien évoluant au poste de milieu de terrain. Il joue au Royal Excelsior Virton en Belgique.

## Biographie
Adnan est formé au Celik Zenica où il joue jusqu'en 2011. Il effectue sa première sélection avec la Bosnie le 10 décembre 2010, en jouant une mi-temps contre la Pologne. Au mercato hivernal, il s'engage au Spartak Naltchik, un club de Première Ligue russe. Titulaire régulier dès son arrivée, il joue 32 matchs lors de cette saison 2011-2012 où son club est relégué.
Il effectue un prêt en Biélorussie avant d'être transféré vers le Vfl Bochum en Allemagne. Il honore sa vingtième sélection le 15 octobre 2013 contre la Lituanie mais n'a plus été repris depuis. Il transitera ensuite par de nombreux clubs: Hapoël Acre, Željezničar Sarajevo, RNK Split et enfin le Mladost Doboj Kakanj.
Le 5 février 2019, le Royal Excelsior Virton annonce la signature du milieu de terrain pour une durée d'un an.